# Лунка-Корбулуй (комуна)
Лунка-Корбулуй (рум. Lunca Corbului) — комуна у повіті Арджеш в Румунії. До складу комуни входять такі села (дані про населення за 2002 рік):
- Бумбуєнь (144 особи)
- Катане (488 осіб)
- Ленджешть (397 осіб)
- Лунка-Корбулуй (730 осіб)
- Миргія-де-Жос (342 особи)
- Миргія-де-Сус (282 особи)
- Педурець (455 осіб)
- Сіліштень (188 осіб)
- Чієшть (359 осіб)

Комуна розташована на відстані 109 км на захід від Бухареста, 21 км на південний захід від Пітешть, 85 км на північний схід від Крайови, 126 км на південний захід від Брашова.

## Населення
За даними перепису населення 2002 року у комуні проживали 3385 осіб. Усі жителі комуни рідною мовою назвали румунську.
Національний склад населення комуни:
| Національність   | Кількість осіб | Відсоток |
| ---------------- | -------------- | -------- |
| румуни           | 3382           | 99,9%    |
| цигани           | 2              | 0,1%     |
| росіяни-липовани | 1              | < 0,1%   |

Склад населення комуни за віросповіданням:
| Релігія        | Кількість осіб | Відсоток |
| -------------- | -------------- | -------- |
| православні    | 3364           | 99,4%    |
| адвентисти     | 8              | 0,2%     |
| п'ятдесятники  | 7              | 0,2%     |
| реформати      | 2              | 0,1%     |
| греко-католики | 2              | 0,1%     |
| баптисти       | 1              | < 0,1%   |
| лютерани       | 1              | < 0,1%   |